# Ludwik Brzyski
Ludwik Brzyski (ur. 19 sierpnia 1933 w Krakowcu, zm. 1975) – polski artysta fotograf. Członek rzeczywisty Związku Polskich Artystów Fotografików.

## Życiorys
Ludwik Brzyski od 1957 mieszkał w Głubczycach. Zawodowo związany z Kietrzem, gdzie od 1964 prowadził zakład fotograficzny. Miejsce szczególne w jego twórczości zajmowała fotografia krajobrazowa oraz fotografia przyrodnicza. W latach 70. XX wieku sporządzał  dokumentację fotograficzną z badań archeologicznych na wielokulturowym stanowisku w Kietrzu. Był autorem czterech wystaw indywidualnych oraz współautorem wielu wystaw zbiorowych (czternastu międzynarodowych i trzydziestu sześciu wystaw krajowych). W 1974 został przyjęty w poczet członków rzeczywistych Związku Polskich Artystów Fotografików. 
Zginął tragicznie w 1975 – w wypadku samochodowym. Jego fotografie znajdują się w zbiorach Muzeum Śląska Opolskiego oraz Powiatowego Muzeum Ziemi Głubczyckiej. Jego biografię zamieszczono w Almanachu Fotografii Opolskiej, wydanym przez Wydawnictwo MS w 2007.

## Nagrody (wyróżnienia)
- wyróżnienie tygodnika Zwierciadło w konkursie Letnie migawki (1962)
- wyróżnienie w konkursie Lato w obiektywie
- III nagroda oraz wyróżnienie na wystawie fotografii krajoznawczej Śląsk Opolski
- sześć wyróżnień w konkursie przyrodniczym PTTK w Łodzi
- IV nagroda w międzynarodowym konkursie miesięczników fotograficznych
- III nagroda w konkursie miesięcznika Fotografia oraz Foton
- wyróżnienie w konkursie Wiosny Opolskiej (1966)
- I nagroda w konkursie Wiosny Opolskiej (1968)
- II nagroda w konkursie Wiosny Opolskiej (1970)
- wyróżnienie i III nagroda w Ogólnopolskim Biennale Krajoznawczym w Kielcach (1970)
- wyróżnienie na międzynarodowej wystawie Venus w Krakowie (1971)
- II nagroda w Ogólnopolskim Biennale Krajoznawczym w Kielcach (1972)
- nagroda w ogólnopolskim konkursie Drogowiec i jego praca (1972)
- II nagroda w konkursie Portret Powstańców Śląskich

Źródło